# متا مارکتینگ
متا مارکتینگ (به انگلیسی: Meta Marketing): عبارت است از «ترکیب کلیه مبانی مدیریتی، سنتی، علمی، اجتماعی و تاریخی بازاریابی»، اصطلاحی که برای اولین بار توسط E.J.Kelly در هنگام بحث در مورد موضوع اخلاق و علم بازاریابی ابداع شد بنابراین، متا مارکتینگ تلاشی است برای بازاریابی افقی در این شیوه از بازاریابی، شرکت‌ها و کسب و کارهایی که در یک سطح از فعالیت قرار دارند، به یکدیگر می‌پیوندد تا منابع و سود را با یکدیگر شریک شوند. آن‌ها منابعی مانند سیستم توزیع، تولیدات یا حتی نیروهای انسانی را با یکدیگر به اشتراک می‌گذارند تا مقیاس سود حاصل از این توسعه منبع را گسترش داده و همگی از آن بهره ببرند.
بازار متا تمام خریداران و فروشندگان را تنها برای یک هدف در یک مکان قرار می‌دهد. بازار متا به جای ارائه چندین محصول به یک مشتری، مشتریان مختلفی را گرد هم می‌آورد که لزوماً نیازی به تمایز بین محصولات نزدیک به هم ندارند؛ بنابراین بازار متا مکانی است که در آن هر چیزی که با یک بازار خاص مرتبط است را می‌توان یافت. فرض کنید خودرویی که در متا مارکت به فروش می‌رسد، یک وب‌سایت است که خودرو می‌فروشد، اما قطعات خودرو، افزونه‌های خودرو، رنگ‌ها برای خودروها، نظرات مکانیک‌ها و غیره را نیز خواهید یافت؛ بنابراین متا مارکت یک بازار خاص است. بازار، که در آن شما می‌توانید همه چیز را در مورد آن بازار و همه چیز در مورد بازارهایی که به شدت به آن بازار متصل هستند، بیابید.
متا مارکتینگ رویکردی برای مطالعه بازاریابی و ارتباط آن با هر جنبه ای از زندگی با تمرکز بر تمام تجربیات اجتماعی، اخلاقی، علمی و تجاری در بازاریابی است، بنابراین مجموعه ای از دانش را بر روی ادغام هر جنبه ای از تجربه با بازاریابی ایجاد می‌کند.
امروزه، بازاریابی توسط بسیاری از مدیران عامل به عنوان یک فعالیت پس از تولید تلقی می‌شود، زیرا تمام عناصر (بسته‌بندی، نام تجاری، توزیع، فروش، تبلیغات، پیشبرد فروش)، معمولاً پس از تولید محصول اصلی انجام می‌شود. که این موضوع نشانگر ذهنیت مشتری محورنبودن و محصول محور باقی ماندن است.
تا دهه هفتاد، صنعتگران به‌جای پیچیدگی‌های بازاریابی، تلاش و پول بیشتری را صرف تصمیم‌گیری در مورد سرمایه‌گذاری در کارخانه و ماشین‌آلات می‌کردند. اغلب، تصمیمات سرمایه‌گذاری قبل از تولید محصول گرفته می‌شد و از این رو، آنها متوجه نمی‌شدند که پتانسیل کامل یک محصول در حال فروش را می‌توان برای مشتریان نه تنها با طراحی و کاربرد، بلکه با ادغام محصولات نزدیک به هم در یک محصول به حداکثر رساند.
همچنین، فاز رشد بسیاری از صنایع به عنوان یک عامل کمک کننده به عنوان هر محصول عمل کرد، بدون توجه به اینکه چه دسته ای به فروش می‌رسید. با این حال، امروز، وضعیت به شدت تغییر کرده است. همه چیز در مورد ترسیم مغز مشتری و استراتژی‌های رقابتی است.
امروزه درک و در نظر گرفتن محیطی که صنعت در آن فعالیت می‌کند نیز اهمیت فزاینده ای پیدا کرده است. سیاست گذاران کسب و کار، اخیراً به خوبی بیان کرده‌اند که نیاز به یک هدف استراتژیک و تمرکز یکپارچه بر صنعت وجود دارد.
همچنین، هم متفکران استراتژی‌های شرکتی و بازاریابی، و هم مشاوران، نیاز به «تغییر شکل دادن به صنعت» را دوباره بیان می‌کنند. این را می‌توان به آنچه جوزف شومپیتر از دانشکده اقتصاد اتریش مدت‌ها پیش کشف کرد، مرتبط دانست، یعنی اینکه مؤلفه اصلی و نیروی محرکه تحول صنعت، نوآوری بود.
یک متفکر فرا مارکتینگ هرگز آمیخته بازاریابی رهبر یا سلف بازار را تکرار نمی‌کند. دور شدن تا حد امکان از «راز موفقیت» ممکن است مسیری کم خطرتر باشد. این نسخه از متا مارکتینگ می‌گوید که بهتر است به جای دنبال کردن آنچه صنعت انجام می‌دهد، کاری متفاوت انجام دهید.
همان‌طور که اس راماچاندر تأکید می‌کند، «چنین بینشی ناگزیر مقدم بر ایجاد یک الگوی رقابتی جدید، از جمله بازنویسی خود کتاب قوانین و تغییر قوانین بازی است. در یک عرصه رقابتی و فراملی فزاینده، شرکت‌های بازاریابی باید بیشتر و بیشتر در مورد پیشنهادی که متفاوت یا بهتر است، بلکه در مورد پیشنهادی که بیانگر بینش بازاریابی باشد فکر کنند.